# シンエイ・トレーディング
株式会社シンエイ・トレーディングは平成5年に東京都練馬区で開業した自動車関連商品の制作、販売を主とした総合商社である。現在は拠点を東京都国分寺市に移している。代表者は大橋公彦（オオハシキミヒコ：静岡県沼津市出身）。
現在シンエイ・トレーディングが制作する自動車用洗浄コート剤「泡王」（あわおう）によるヘッドライトクリーニング効果が注目を浴び、密かなブームを作っている。その他の商品では自動車用ガラスコーティング剤「アクアマジック」（アクアペル：米国製）は既にロングセラー商品として日本国内でのユーザーを定着させている。シンエイ・トレーディングは他の業務として上場企業での社員向け販売を行っており、大手企業の本社や事業所、工場などでの催事販売やカタログ、チラシによる職域販売などに取り組んおり、食品（ケーキ、パン、麺類）メーカー等を企業に斡旋している。